# 目撃者 (1951年の映画)
『目撃者』（Storm Warning）は、1951年のアメリカ合衆国の映画。妹に会うため南部の町を訪れたファッションモデルの顛末を描く。監督はスチュアート・ヘイスラー。出演はジンジャー・ロジャースやロナルド・レーガン、ドリス・デイなど。
ピッツバーグでは1950年12月20日に公開されたため、1950年の映画とする資料もある。日本では劇場未公開だが、1970年6月24日に東京12チャンネルでテレビ放映された。

## キャスト
※日本語吹替はテレビ版
- マーシャ・ミッチェル: ジンジャー・ロジャース（吹替: 藤波京子）
- バート・レイニー: ロナルド・レーガン（吹替: 羽佐間道夫）
- ルーシー・ライス: ドリス・デイ
- ハンク・ライス: スティーブ・コクラン（英語版）
- ランメル: ロイド・ガフ（英語版）
- バー: ヒュー・サンダース（英語版）
- ウォルター・アダムス: デール・ヴァン・シッケル（英語版）

## スタッフ
- 監督: スチュアート・ヘイスラー
- 製作: ジェリー・ウォルド（英語版）
- 脚本: リチャード・ブルックス、ダニエル・フックス（英語版）
- 撮影: カール・ガスリー（英語版）
- 編集: クラレンス・コルスター（英語版）
- 音楽監督: レイ・ハインドーフ（英語版）
- 音楽: ダニエル・アンフィシアトロフ（英語版）

## 評価
映画評論家のジェフ・スミスは、赤狩りがピークを迎えていた時期に制作されたこの映画を、ハリウッド・ブラックリストの寓話として解釈している。ワシントンD.C.や北部諸州の捜査部隊が地元のKKKメンバーから嘲笑の対象となっていることを指摘し、この映画を「下院非米活動委員会への賛歌でありながら、捜査そのものの擁護とも解釈できる」作品だとし、作品全体が「寓話的な解釈の可能性を明らかにしたり隠したりしているように見える『かくれんぼ』のゲームをしている」と結論付けている。
映画評論家のイモージェン・サラ・スミスは2014年にこの映画を「スチュアート・ハイスラー監督の見事な演出」と高く評価した一方で、筋書きが『欲望という名の電車』に似すぎていることや、KKKから人種差別の要素を排除していることを批判した。批評家のマイケル・F・キーニーは、物語から人種差別が排除されているためこの映画はリアリティに欠け、登場人物が南部訛りで話していないと指摘するも、「これらの欠点にもかかわらず、緻密に練られた脚本と堅実な演技により、楽しめる映画となっている」と評している。
アルフレッド・ヒッチコックは本作でのドリス・デイの演技に非常に感銘を受けたことで、映画『知りすぎていた男』に彼女を起用した。